# NGC 6050
NGC 6050 este o galaxie situată în constelația Hercule. A fost descoperită în 27 iunie 1886 de către Lewis A. Swift.